# Esgrima em cadeira de rodas nos Jogos Paralímpicos de Verão de 2012 - Florete A feminino
As competições de florete A feminino foram disputadas no dia 4 de setembro no Complexo ExCel, em Londres. Essa classe é disputada por atletas que possuem bom controle de tronco, e que o braço dominante não é afetado pela deficiência.

## Medalhistas
| Ouro   | HKG Yu Chui Yee        |
| Prata  | CHN Wu Baili           |
| Bronze | HUN Zsuzsanna Krajnyák |

## Calendário
Horário local (UTC+1).
| Data                  | Tempo | Fase             |
| --------------------- | ----- | ---------------- |
| 4 de setembro de 2012 | 09:30 | Qualificação     |
| 4 de setembro de 2012 | 13:00 | Quartas de final |
| 4 de setembro de 2012 | 17:45 | Semifinais       |
| 4 de setembro de 2012 | 18:30 | Final            |

## Formato de competição
O torneio começou com uma fase de grupos seguida de uma fase eliminatória. Na primeira fase, as 12 esgrimistas são divididas em 2 grupos. Os combates duram no máximo 3 minutos ou até que uma atleta atinja 5 pontos. Na fase eliminatória, os combates duram no máximo 9 minutos (divididos em 3 períodos de 3 cada), ou até que uma atleta atinja 15 pontos.

## Resultados

### Fase de grupos

#### Grupo 1
| Atleta                 | V | D | V/C  | PG | PS |
| ---------------------- | - | - | ---- | -- | -- |
| FRA Delphine Bernard   | 5 | 0 | 1.00 | 25 | 15 |
| CHN Rong Jing          | 4 | 1 | 0.80 | 24 | 17 |
| HUN Zsuzsanna Krajnyák | 3 | 2 | 0.60 | 20 | 16 |
| MAC Lao In I           | 2 | 3 | 0.40 | 15 | 23 |
| HKG Fan Pui Shan       | 1 | 4 | 0.20 | 17 | 22 |
| ITA Loredana Trigilia  | 0 | 5 | 0.00 | 17 | 25 |

| Atleta                 | CHN | FRA | HKG | HUN | ITA | MAC |
| ---------------------- | --- | --- | --- | --- | --- | --- |
| CHN Rong Jing          | —   | 4—5 | 5-4 | 5—4 | 5—3 | 5—1 |
| FRA Delphine Bernard   | 5—4 | —   | 5—3 | 5—1 | 5—4 | 5—3 |
| HKG Fan Pui Shan       | 4—5 | 3—5 | —   | 1—5 | 5—2 | 4—5 |
| HUN Zsuzsanna Krajnyák | 4—5 | 3—5 | 5—1 | —   | 5—4 | 5—1 |
| ITA Loredana Trigilia  | 3—5 | 4—5 | 2—5 | 4—5 | —   | 4—5 |
| MAC Lao In I           | 1—5 | 3—5 | 5—4 | 1—5 | 5-4 | —   |

#### Grupo 2
| Atleta                 | V | D | V/C  | PG | PS |
| ---------------------- | - | - | ---- | -- | -- |
| HKG Yu Chui Yee        | 5 | 0 | 1.00 | 25 | 5  |
| CHN Wu Baili           | 4 | 1 | 0.80 | 21 | 13 |
| RUS Evgeniya Sycheva   | 2 | 3 | 0.40 | 18 | 19 |
| FRA Sabrina Poignet    | 2 | 3 | 0.40 | 18 | 23 |
| HUN Veronika Juhász    | 2 | 3 | 0.40 | 14 | 24 |
| USA Catherine Bouwkamp | 0 | 5 | 0.00 | 10 | 20 |

| Atleta                 | CHN | FRA | HKG | HUN | RUS | USA |
| ---------------------- | --- | --- | --- | --- | --- | --- |
| CHN Wu Baili           | —   | 5—0 | 1-5 | 5—3 | 5—4 | 5—1 |
| FRA Sabrina Poignet    | 0—5 | —   | 4—5 | 4—5 | 5—4 | 5—4 |
| HKG Yu Chui Yee        | 5—1 | 5—4 | —   | 5—0 | 5—0 | 5—0 |
| HUN Veronika Juhász    | 3—5 | 5—4 | 0—5 | —   | 4—5 | 2—5 |
| RUS Evgeniya Sycheva   | 4—5 | 4—5 | 0—5 | 5—4 | —   | 5—0 |
| USA Catherine Bouwkamp | 1—5 | 4—5 | 0—5 | 5—2 | 0-5 | —   |

## Fase eliminatória
|  | Quartas de final       | Quartas de final       | Quartas de final |  |  | Semifinais             | Semifinais             | Semifinais      |    |              | Final                  | Final                  | Final |
|  |                        |                        |                  |  |  |                        |                        |                 |    |              |                        |                        |       |
|  | HUN Veronika Juhász    | HUN Veronika Juhász    | 15               |  |  |                        |                        |                 |    |              |                        |                        |       |
|  | FRA Delphine Bernard   | FRA Delphine Bernard   | 9                |  |  | HUN Veronika Juhász    | HUN Veronika Juhász    | 5               |    |              |                        |                        |       |
|  | CHN Wu Baili           | CHN Wu Baili           | 15               |  |  | CHN Wu Baili           | CHN Wu Baili           | 15              |    |              |                        |                        |       |
|  | RUS Evgeniya Sycheva   | RUS Evgeniya Sycheva   | 10               |  |  |                        |                        |                 |    | CHN Wu Baili | CHN Wu Baili           | 13                     |       |
|  | HUN Zsuzsanna Krajnyák | HUN Zsuzsanna Krajnyák | 15               |  |  |                        | HKG Yu Chui Yee        | HKG Yu Chui Yee | 15 |              |                        |                        |       |
|  | CHN Rong Jing          | CHN Rong Jing          | 14               |  |  | HUN Zsuzsanna Krajnyák | HUN Zsuzsanna Krajnyák | 4               |    |              |                        |                        |       |
|  | HKG Yu Chui Yee        | HKG Yu Chui Yee        | 15               |  |  | HKG Yu Chui Yee        | HKG Yu Chui Yee        | 15              |    |              |                        |                        |       |
|  | FRA Sabrina Poignet    | FRA Sabrina Poignet    | 7                |  |  |                        |                        |                 |    |              |                        |                        |       |
|  |                        |                        |                  |  |  |                        |                        |                 |    |              | HUN Veronika Juhász    |                        |       |
|  |                        |                        |                  |  |  |                        |                        |                 |    |              | HUN Zsuzsanna Krajnyák | HUN Zsuzsanna Krajnyák | 15    |

## Classificação final
| Pos.   | Atleta                 |
| ------ | ---------------------- |
| Ouro   | HKG Yu Chui Yee        |
| Prata  | CHN Wu Baili           |
| Bronze | HUN Zsuzsanna Krajnyák |
| 4      | HUN Veronika Juhász    |
| 5      | FRA Delphine Bernard   |
| 6      | CHN Rong Jing          |
| 7      | RUS Evgeniya Sycheva   |
| 8      | FRA Sabrina Poignet    |
| 9      | MAC Lao In I           |
| 10     | HKG Fan Pui Shan       |
| 11     | ITA Loredana Trigilia  |
| 12     | USA Catherine Bouwkamp |